# 田孟莊
田孟庄（？—？），妫姓，田氏，名湣，一作‘田孟芷’，系本作“闽孟克”，又称孟庄。是齐国田氏家族的首领之一，為田氏家族第三任首领，承襲父亲田孟夷擔任田氏家族首领。田孟庄死后，儿子文子田须无继位。